# Team Canada (TNA)
Il Team Canada è stata una stable di wrestling attiva nella Total Nonstop Action tra il 2004 e il 2006.
Il gruppo, fondato e allenato da Scott D'Amore, era composto da vari lottatori canadesi che nel corso degli anni hanno militato in TNA.

## Storia

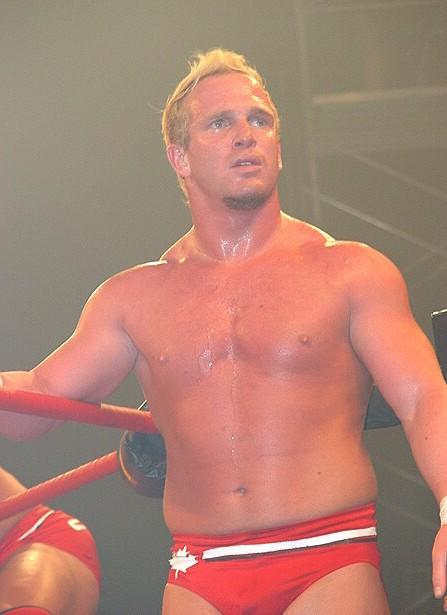
Eric Young

Nel 2004 e con lo scopo di partecipare al torneo America's X-Cup il promoter Scott D'Amore fonda il Team Canada, una stable heel che, oltre ad ispirarsi allo spirito di fraternità delle nazionali sportive, aveva la gimmick di proporre la propria nazione di appartenenza (Canada) come se fosse superiore a tutti gli altri paesi del mondo e specialmente degli Stati Uniti. Spesso, prima di salire sul ring tutti i suoi membri portavano la bandiera canadese attaccata ad un bastone da hockey su ghiaccio e sempre venivano introdotti con la stessa musica d'ingresso (una versione acustica dell'inno canadese che nelle prime note veniva suonato da una chitarra elettrica).
La prima formazione del team prevedeva la presenza di Teddy Hart (capitano), Jack Evans, Johnny Devine e Petey Williams ma, e con lo scopo di aumentarne le possibilità di vittoria, il Team Canada, si presentò alla competizione successiva con delle modifiche e due nuovi membri (Bobby Roode ed Eric Young) vennero aggregati al gruppo. Petey Williams ne diventò il capitano ed ai due nuovi arrivati furono dati i posti di Jack Evans e di Teddy Hart (il vecchio capitano). La nuova formazione raggiunse la finale ma perse il titolo contro i membri del Team USA (Jerry Lynn, Chris Sabin, Christopher Daniels ed Elix Skipper).
Al termine dell'America's X-Cup, il Team Canada non solo fu l'unico a sopravvivere agli eventi ma ebbe ben tre componenti tra i vincitori dei titoli della federazione: Petey Williams, il primo Agosto 2004, vinse il titolo TNA X Division Championship ed il 12 ottobre Bobby Roode ed Eric Young vinsero l'NWA World Tag Team Championship. 
Nel Maggio 2005 l'inforunato Johnny Devine lasciò temporaneamente il posto ad Alaistar Ralphs, che fu soprannominato "The Muscle Man".
Tra la fine del 2004 e buona parte del 2005, due membri del Team Canada (Bobby Roode ed Eric Young) affrontano diverse volte (e spesso senza successo) gli America's Most Wanted (Chris Harris e James Storm) ed anche nel corso del NWA World Tag Team Championship disputatosi nell'Aprile del 2005, perdono la possibilità di riconquistare quel titolo che avevano già vinto nel corso dell'America's X-Cup.

In seguito all'aiuto fornito da Scott D'Amore a Jeff Jarrett, al quale permise la disputa di un match presso la BCW (la sua federazione di wrestling) per aiutarlo a riconquistare l'NWA World Heavyweight Championship, nel Settembre 2005 il Team Canada si allea con Planet Jarrett, una stable heel formata dallo stesso Jarrett ed opposta al Team 3D. L'allineamento si consolida nella puntata di iMPACT! del 15 ottobre dove, vestiti di nero e con le mazze da hockey dello stesso colore, partecipano al funerale della carriera del Team 3D.

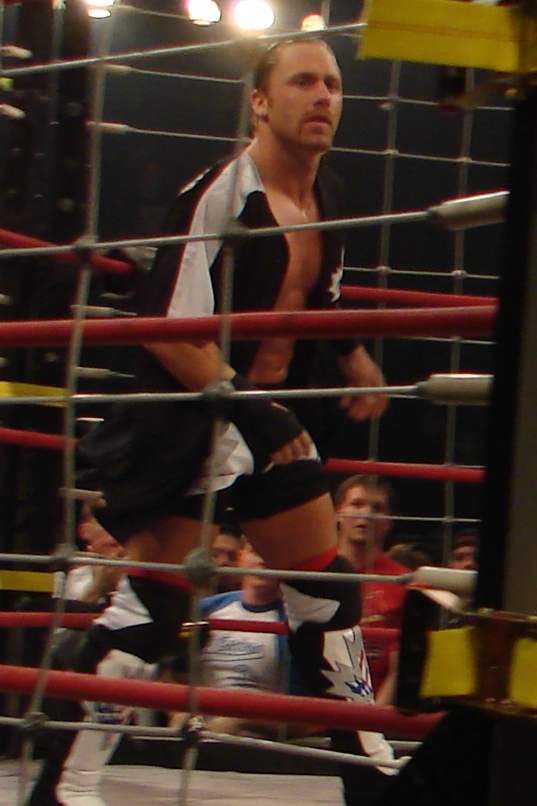
Petey Williams

Nel Genesis del 13 novembre, quando il wrestler canadese Christian Cage fa il suo debutto in TNA, Scott D'Amore (porgendogli una maglietta del Team) gli offre la possibilità di aggregarsi al suo gruppo ed in seguito Cage, che lascia intravedere di aver indossato quella maglietta sotto la giacca, dapprima abbraccia D'Amore ma poi lo colpisce tradendolo ed infine aiuta il Team 3D nell'intento di stendere Jarrett su un tavolo.
In numerose occasioni il Team Canada aiuterà invece gli America's Most Wanted, un incrocio ironico quest'ultimo visti i numerosi incontri disputati in precedenza tra (Chris Harris e James Storm) ed i due membri del Team (Bobby Roode ed Eric Young).
Nel corso dello stesso anno il Team Canada ebbe una faida con il team 3Live Kru che, dopo l'introduzione di Kip James, sconfissero nel corso del Turning Point svoltosi l'11 dicembre. Per il Team Canada i lottatori vincenti furono Petey Williams, Eric Young, Bobby Roode ed Alastair Ralphs mentre i perdenti del team rivale (nell'evento definitosi 4Live Kru), furono B.G. James, Konnan, Ron Killings e Kip James. La vittoria del team canadese sopraggiunse quando Konnan, in disaccordo con James, colpisce quest'ultimo con una sedia.
In seguito alla vittoria ed alla disfatta del team rivale il gruppo di D'Amore incomincia una lunga faida contro il Team 3D e che vede i canadesi sconfiggerli in un Six Sides of Steel match per poi distendere le bandiere canadesi sulle loro facce ma, nel corso del Lockdown 2006, saranno proprio i membri del Team 3D (Brother Ray e Brother Devon) a vincere il titolo in un "Anthem Cage Match".

Nel 2006 il Team Canada partecipa al World X-Cup dove, Bobby Roode ed Alastair Ralphs, considerati come non appartenenti al gruppo degli atleti dell'X-Division, lasciano posto a Petey Williams ed Eric Young i quali s'accingono ad affrontare il torneo insieme al reduce dagli infortuni Johnny Devine ed al nuovo arrivato Tyson Dux. Ma i quattro, nonostante i primi successi favoriti anche dalle incomprensioni del primo team avversario (il Team USA), perdono comunque i due match successivi e vengono eliminati: nel primo round vengono sconfitti da Alex Shelley e Sonjay Dutt, mentre nel secondo Petey Williams viene sconfitto dal capitano del Team Japan (Jushin Thunder Liger).

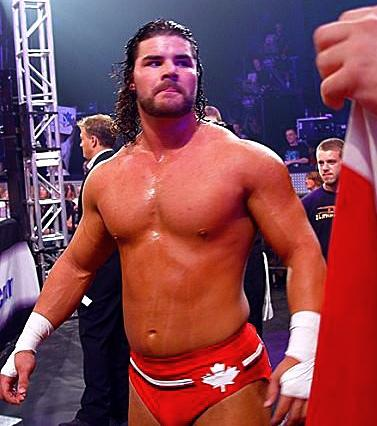
Robert Roode

La fortuna sembra però tornare durante il Sacrifice 2006 dove, in un "Global Turmoil" main event, Petey Williams vince contro Puma nella finale che vede il Team USA in cima alla classifica del World X-Cup e, in seguito a questo evento, lo stesso capitano affronta Chris Sabin nel corso di una puntata di iMPACT! ed il Team Usa, per la seconda volta nella storia, vince il titolo in palio.
Alla fine del torneo Jonny Devine lascia il Team Canada per riapparire, lo stesso giorno in cui avvenne lo scioglimento del gruppo, come membro del team "Paparazzi Productions" e del tutto interessato a favorire l'intervento di D'Amore in soccorso di Young e Williams a loro volta impegnati in un combattimento.
Il 29 giugno 2006, durante un episodio di iMPACT!, il manager direttore Jim Cornette annuncia lo scioglimento del Team Canada ma gli accorda, in seguito, la possibilità di disputare un "all-or-nothing 8-man tag team match" contro Rhino, il Team 3D e Jay Lethal e la possibilità di non essere sciolti qualora avessero vinto il match.
Il Team Canada cessa di esistere il 13 luglio quando, nello svolgimento del match accordato, Jay Lethal schiena Alastair Ralphs.
Durante il Victory Road avvenuto il 19 luglio 2006 D'Amore da l'addio a quattro dei cinque membri saliti sul ring (Alastair Ralphs, Johnny Devine, il capitano del Team Petey Williams e Tyson Dux) ed incolpa David Young di essere stato la vera causa dello scioglimento.
Dopo lo scioglimento del Team da parte di Cornette, al Team Canada non fu permesso di partecipare 
all'edizione del 2008 ma Tyson Dux, che fece parte del Team nell'edizione precedente, vi poté comunque partecipare come membro del Team International.

## Membri

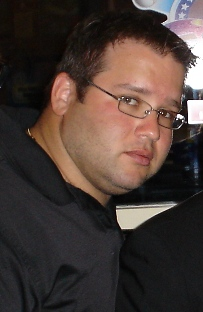
Scott D'Amore

| Nome              | Ingresso | Uscita | Note       |
| ----------------- | -------- | ------ | ---------- |
| Alastair Ralphs   | 2004     | 2006   |            |
| Eric Young        | 2004     | 2006   |            |
| Johnny Devine     | 2004     | 2006   |            |
| Petey Williams    | 2004     | 2006   | Capitano   |
| Robert Roode      | 2004     | 2006   |            |
| Ruffy Silverstein | 2004     | 2004   |            |
| Scott D'Amore     | 2004     | 2006   | Allenatore |
| Teddy Hart        | 2004     | 2004   |            |
| Tyson Dux         | 2006     | 2006   |            |

## Risultati
| Anno | Torneo         | Risultato | Membri                                                  |
| ---- | -------------- | --------- | ------------------------------------------------------- |
| 2004 | American X Cup | 3º posto  | Eric Young, Johnny Devine, Petey Williams, Teddy Hart   |
| 2005 | World X Cup    | 2º posto  | Eric Young, Johnny Devine, Petey Williams, Robert Roode |
| 2006 | World X Cup    | 2º posto  | Eric Young, Johnny Devine, Petey Williams, Tyson Dux    |

## Titoli
- X Division Championship (1) – Petey Williams
- World Tag Team Championship (2) – Eric Young e Robert Roode